# تويوتا إف 1

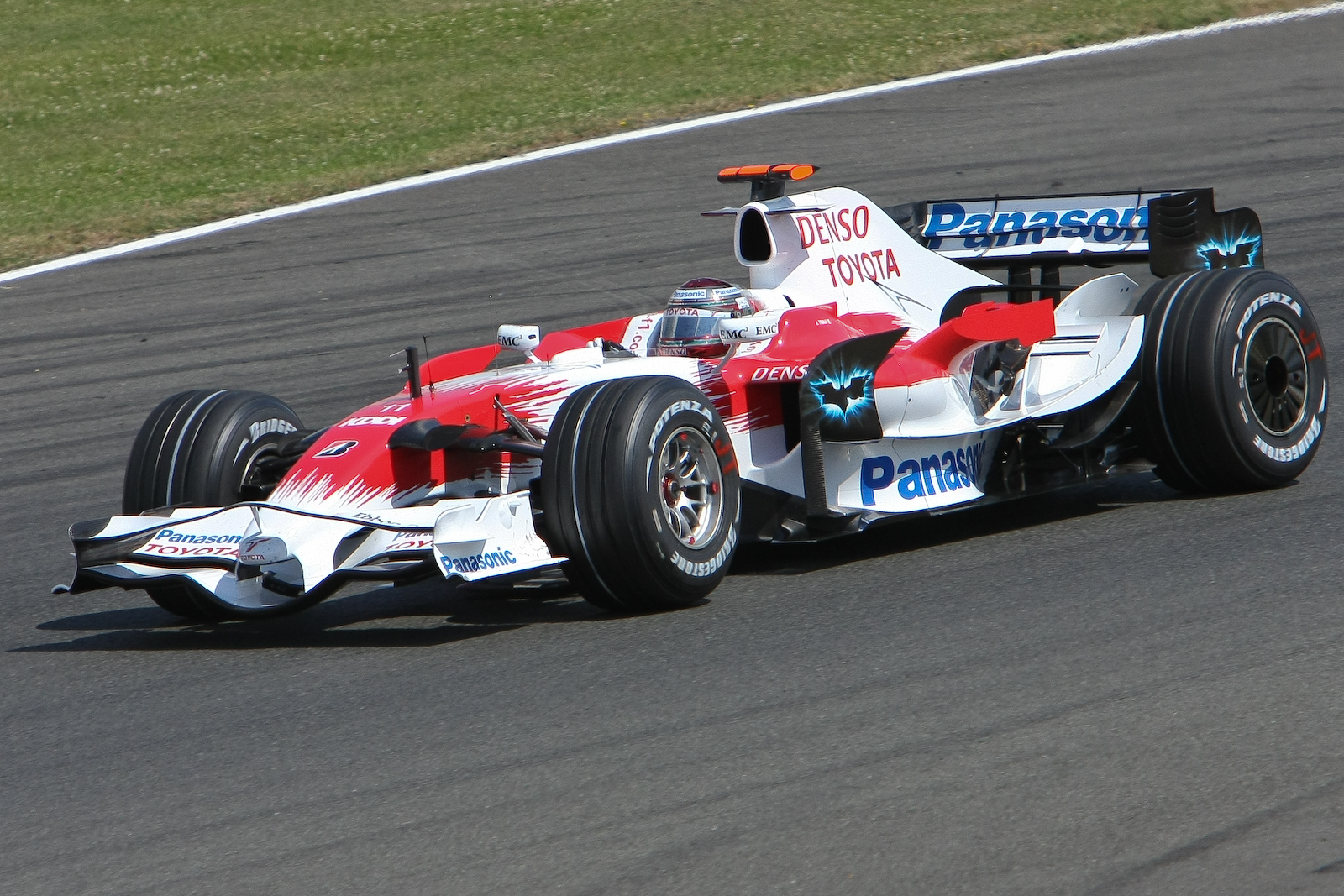
جارنو تروللي أثناء قيادة تي إف 108 ببريطانيا

تويوتا إف 1 (بالإنجليزية: Toyota F1)‏ كان أحد فرق الفورميولا 1 والذي كانت تمتلكه شركة تويوتا ومقره الرئيسي بألمانيا. وفي 4 نوفمبر 2009 أعلنت شركة تويوتا انسحابها من بطولة الفورميولا 1 بسبب تأثرها بالأزمة المالية العالمية.

## تاريخ
- بدأ دخول تويوتا لعالم الرياضة باشتراكها بسيارتها تويوتا كراون برالي أستراليا عام 1957م الذي شاركت فيه 102 سيارة لتحل كراون بالمركز السابع والأربعين.[3]
- قامت تويوتا بإحراز إنجازات وبطولات في عالم الرالي إلى أن تم استبعادهم في موسم 1995 ثم عادوا ولكن لم يعُد مستواهم كالسابق.
- بدأت تويوتا تحضير فريقها لسباقات لي مانز عام 1997م مع النية لبدء فريق فورميولا 1، وكانت سيارتها تويوتا جي تي-وان (Toyota GT-One)، لكنها لم تحقق أي بطولات إلى أن أعلنت تويوتا عام 1999م عن عزمها خوض سباقات فورميولا 1.

## الانطلاق

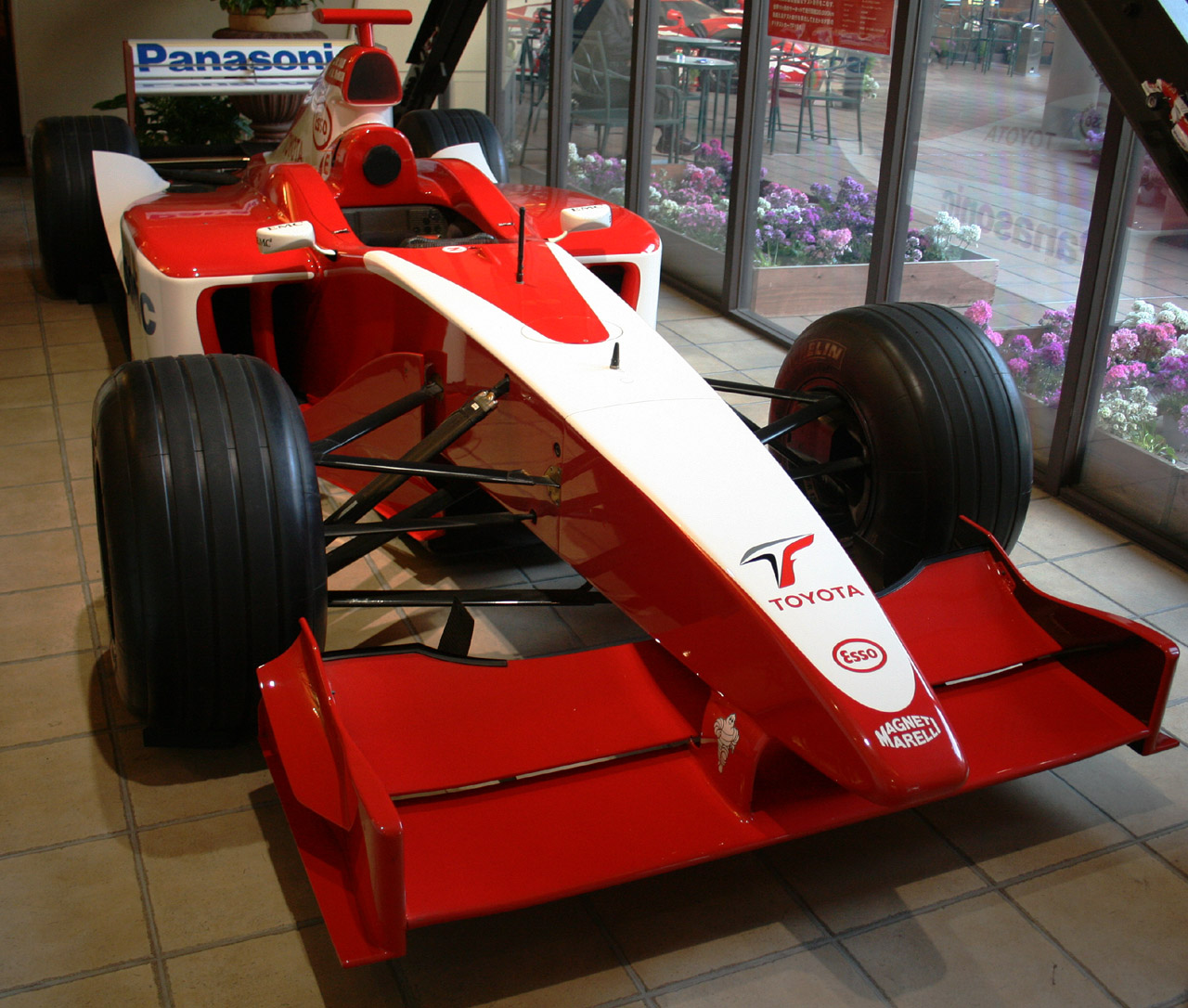
الطراز الاختباري تي إف 101 الذي قدمته تويوتا

- قدمت أول نموذج اختباري عام 2001م،[4][5][6] كانت المفاجأة حضور ماكس موسلي رئيس الFIA وبيرني إيكلستون في الإطلاق خاصةً أنهما لم يحضرا أياً من إطلاقات الفرق الأخرى. بدأت تويوتا بالاشتراك بسباقات فورميولا 1 بفريق تويوتا أوروبا (Toyota Motorsport Europe)، وكان مقره الرئيسي بألمانيا. وبعد جهود مكثفة واختبارات على سيارتها تي إف 101 (TF 101)، قرر الفريق البداية في موسم 2002.[7][8]
- انطلق الفريق عام 2002م، وبالرغم من الاستثمارات الهائلة، كان أداء الفريق أقل من المتوقع إذ أنه حقق نقطتين في أول ثلاثة سباقات من ذاك الموسم ولم يحرز أي نقاط بعد ذلك ليحل بالمركز العاشر في نهاية الموسم بنقطتين.[5][7][8][9]
- كان أداء الفريق في موسم 2003 أفضل من 2002 وعلى الرغم من البداية الضعيفة للفريق إلا أنه أظهر تقدماً في النصف الثاني من الموسم إذ تمكن من جمع 16 نقطة ليحتل المركز الثامن بفارق نقطتين فقط عن المركز السادس. نافس الفريق بقوة في بعض السباقات إلا أنه اختفى تماماً في بعضها الآخر.[5][7][8][10]

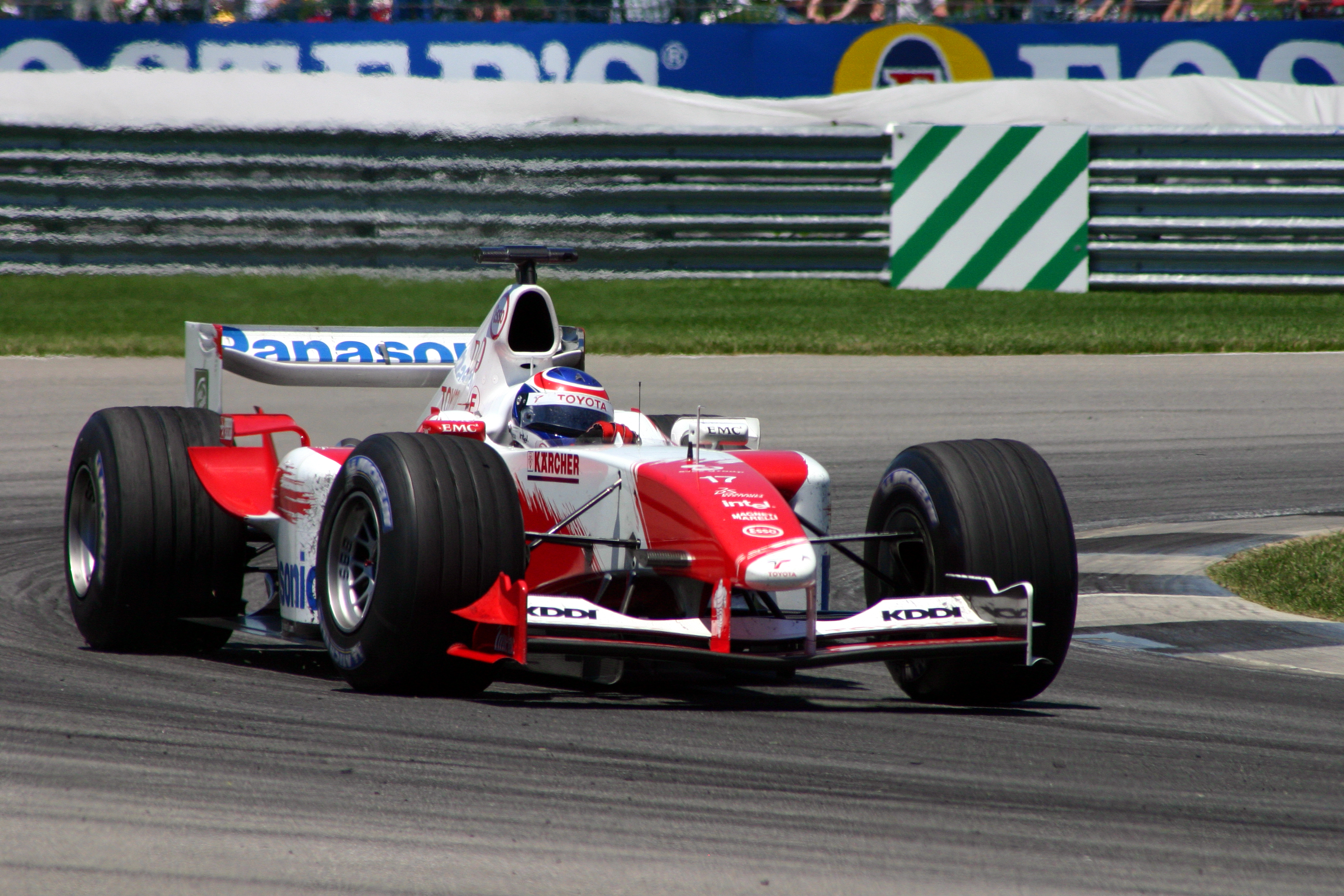
طراز تي إف 104

- استعانت تويوتا عام 2004م بمايك جاسكوين (Mike Gascoyne) للمساعدة في النهوض بالفريق كما فعل مع رينو إف1 سابقاً. وقبل نهاية العام تم الإعلان عن استبدال مدير الفريق أوفي أندرسون بمديرٍ جديد هو تسوتومو توميتا وذلك لبلوغه سن 65 وانتهى الموسم بالمركز الثامن برصيد 9 نقاط.[7][11] وتعاقد الفريق مع رالف شوماخر ليبدأ مع بداية موسم 2005.[8]
- قام الفريق بالتطور قليلاً في موسم 2005 وذلك بالمنافسة على المركز الأول، حيث قام السائق يارنو تروللي (Jarno Trulli) بإحراز المركز الثاني مرتين والمركز الثالث مرة واحدة في أول خمسة سباقات من ذاك الموسم. الأمر الذي ساعد الفريق على الوصول للمركز الثاني في ترتيب المُصنّغين عدة مرات خلال الموسم وانتهى الموسم بالترتيب الرابع في قائمة المُصنّعين برصيد 88 نقطة.[5][7][8][12]
- تم تسريح مايك جاسكوين (Mike Gascoyne) قبل انتهاء عقده خلال موسم 2006م وذلك نظراً لغياب النتائج واختلاف الرأي مع الإدارة حول سلوك الفريق الأمر الذي أثر على سلوك الفريق بعدما كان متوقعاً له مزيداً من النجاح بعد موسمه السابق لينتهي بالمركز السادس برصيد 35 نقطة.[7][13]

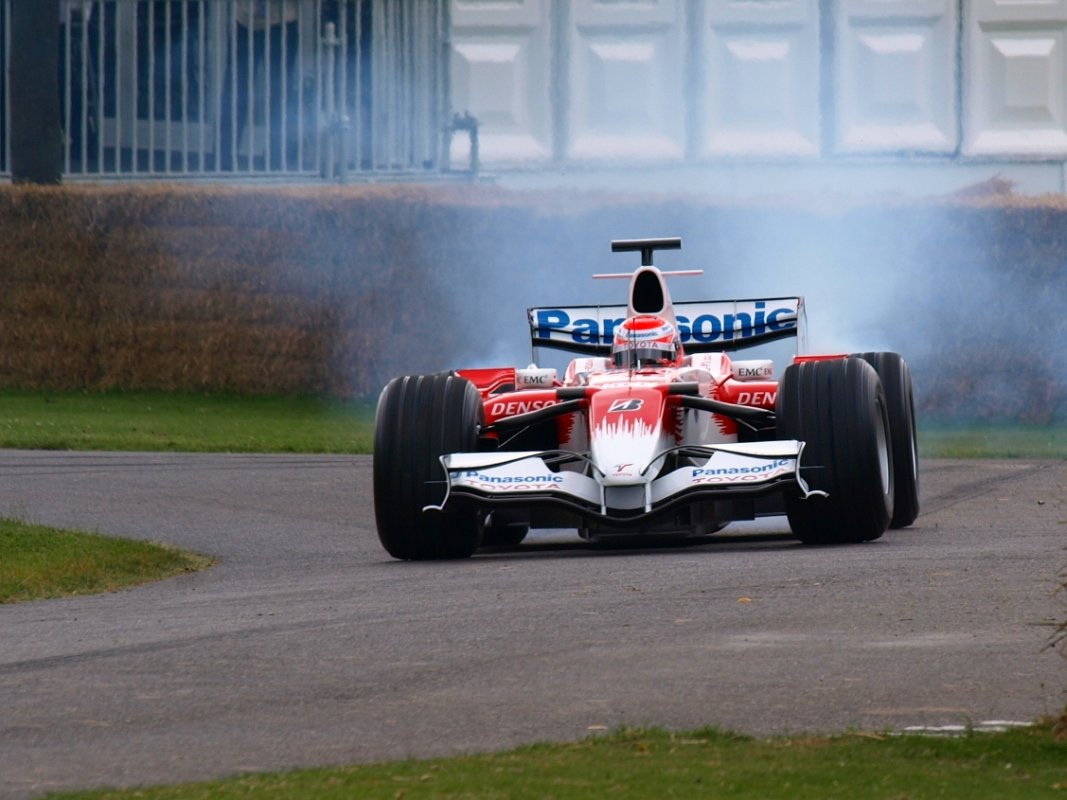
طراز تي إف 107

- أمدّت تويوتا في عام 2007م فريق ويليامز بالمحركات. خاض الفريق هذا الموسم بأعلى ميزانية له إلا أن النتائج كانت غائبة نظراً لسيارة الفريق التي لم تعمل مع أي من السائقين. نافس الفريق بشدة إلا أن المنافسة في النصف الثاني من الموسم كانت أعلى من مستوى الفريق لينتهي بالمركز السادس برصيد 13 نقطة.[5][7][13]
- سائقو عام 2008م هم يارنو تروللي (Jarno Trulli) وتيمو غلوك (Timo Glock) الذي خَللف رالف شوماخر (Ralf Schumacher) واعتُبر إضافة جيدة للفريق إذ ارتفع أداء الفريق في هذا الموسم لينتهي بالمركز الخامس برصيد 56 نقطة.[5]
- في 4 نوفمبر 2009 أعلنت شركة تويوتا قرارها الانسحاب الفوري النفاذ من بطولة الفورمولا 1 بسبب تأثر الشركة الأم بالأزمة المالية العالمية.